# Roc de Llumeneres
El Roc de Llumeneres és una muntanya de 2.065,5 metres d'altitud del terme municipal d'Alins, a la comarca del Pallars Sobirà.
Està situat a migdia del poble de Tor, a la dreta del Riu de la Rabassa i del Barranc del Tostirà i a l'esquerra del Barranc de Port Negre.